# Czarodzieje z Waverly Place (seria 4)
Czwarta seria serialu telewizyjnego Czarodzieje z Waverly Place była emitowana na Disney Channel USA od 12 listopada 2010. Występowało sześć głównych postaci: Alex Russo (Selena Gomez), Justin Russo (David Henrie), Max Russo (Jake T. Austin), Harper Finkle (Jennifer Stone), Jerry Russo (David DeLuise), Theresa Russo (Maria Canals Barrera). W Polsce seria wystartowała 2 kwietnia 2011 roku.
W tej serii Gregg Sulkin gra rolę drugoplanową jako Mason Greyback, przez kilka odcinków Bailee Madison zagra żeńską formę Maxa Russo, zaś w jednym z odcinków gościnnie wystąpi David Barrera, mąż Marii Canals Barrery, grającej rolę Theresy Russo.
W tej serii pojawia się nowa czołówka.
Produkcję czwartej serii serialu Czarodzieje z Waverly Place rozpoczęto 2 sierpnia 2010, a zakończono 14 maja 2011.
4 seria serialu jest ostatnią serią serialu, co potwierdziła Selena Gomez w wywiadzie.

## Główna obsada
| Bohater       | Aktor                | Polski Dubbing   |
| ------------- | -------------------- | ---------------- |
| Alex Russo    | Selena Gomez         | Anna Wodzyńska   |
| Justin Russo  | David Henrie         | Rafał Kołsut     |
| Max Russo     | Jake T. Austin       | Piotr Janusz     |
| Harper Finkle | Jennifer Stone       | Monika Węgiel    |
| Jerry Russo   | David DeLuise        | Jarosław Boberek |
| Theresa Russo | Maria Canals Barrera | Anna Gajewska    |

## Seria
| Seria | Odcinki | Premiera serii    | Finał serii     | Premiera serii  | Finał serii  |
| ----- | ------- | ----------------- | --------------- | --------------- | ------------ |
| 4     | 29      | 12 listopada 2010 | 6 stycznia 2012 | 2 kwietnia 2011 | 26 maja 2012 |

## Lista odcinków
| 82 | Alex Tells The World           | Victor Gonzalez    | Gigi McCreery Perry Rein  | 12 listopada 2010    | 2 kwietnia 2011      |
| Po ucieczce z agencji rządowej, w której Russowie trzymani byli w niewoli, wracają oni do domu i odkrywają, że nie mają już kontaktu ze światem magii i czarów. Martwiąc się o bezpieczeństwo czarodziei na całym świecie, Alex postanawia wyznać reporterom, że ona i jej bracia są czarodziejami. Po tym występku profesor Crumbs oznajmia, że rządowa agencja i reporterzy byli jedynie iluzją, która miała sprawdzić, czy Alex i Justin nie wyjawią świata czarów śmiertelnikom, nawet w takiej sytuacji. Zabiera on rodzinę Russo do czarodziejskiego sądu, gdzie czarodziejskie zdolności Alex i Justina na mocy głosów rady zostają cofnięte do poziomu pierwszego, natomiast moce Maxa zostają wzmocnione o trzeci stopień. Zaklęcia: Edgebono Utoosis - kopiuje dany przedmiot lub osobę. Gościnnie: Ian Abercrombie jako profesor Crumbs, Gregg Sulkin jako Mason Greyback, Clinton Jackson jako reporter, Matt Kaminsky jako Wielki Luzer. Magiczne obiekty: sąd czarodziejów. Notatka: Od tego odcinka zmienia się czołówka serialu. Nie zmienia się jednak tytułowa piosenka Seleny Gomez „Everything Is Not What It Seems”. Ten odcinek jest kontynuacją ostatniego odcinka 3 sezonu „Wizards Exposed”. |                                |                    |                           |                      |                      |
| 83 | Alex Gives Up                  | Victor Gonzalez    | Todd J. Greenwald         | 27 listopada 2010    | 2 kwietnia 2011      |
| Alex postanawia przerwać swoją naukę czarów, sądząc, że nigdy nie zdoła dogonić Maxa. Tymczasem Justin, aby odzyskać swój stopień szkoli młodych, magicznych przestępców, pomagając im stać się wzorowymi czarodziejami, a mityczna, latynoska rodzina potworów Cucuys, przebranych za ludzi zaprasza Maxa i całą rodzinę Russo na kolację na ich jachcie. Podczas kolacji pomiędzy Alex i Masonem dochodzi do nieporozumienia. Kierownik Tootietootie wymaga od Masona i Alex by zerwali, jednak para postanawia zostać przyjaciółmi. Gościnnie: Gregg Sulkin jako Mason Greyback, Andy Kindler jako Rootie Tootietootie, Frank Pacheco jako Felix, David Barrera jako Carlos Cucuy, Roxana Brusso jako Julie Cucuy, Samantha Boscarino jako Lisa Cucuy, Kari Wahlgren jako Helen. Zaklęcia: Give me a hand with trash can! (Po polsku: Daj mi reke z kosza!) Magiczne obiekty: Cucuye - straszne i obrzydliwie bogate latynoskie potwory, wilkołaki, abrakarysik. |                                |                    |                           |                      |                      |
| 84 | Lucky Charmed                  | Victor Gonzalez    | Justin Varava             | 10 grudnia 2010      | 9 kwietnia 2011      |
| Harper próbuje nauczyć Alex jak żyć bez magii, ale powoduje to nieporozumienia pomiędzy przyjaciółkami a Alex zostaje ukarana przez pana Laritate, gdyż niszczy jego auto i musi wyczyścić wszystkie pojemniki na śmieci w szkole. Po męczącej nocy w szkole pan Laritate lituje się nad Alex, a ona rozumie już, jak ciężkie życie mają zwykli ludzie. Dziewczyna postanawia pomóc Harper zdać prawo jazdy i zmienia się w małą figurkę tancerki Hula, która rozprasza instruktora. Tymczasem Jerry postanawia dać Maxowi czarodziejski płaszcz, bo on prawdopodobnie zostanie rodzinnym czarodziejem. Justin nie chce oddać bratu płaszcza. Nieobecna: Maria Canals Barrera jako Theresa Russo. Gościnnie: Bill Chott jako pan Laritate, Julio Oscar Mechoso jako instruktor jazdy. Magiczne obiekty: Magiczne szaty. |                                |                    |                           |                      |                      |
| 85 | Journey to the Center of Mason | Robbie Countryman  | Peter Dirksen             | 17 grudnia 2010      | 16 kwietnia 2011     |
| Po stracie czarodziejskich mocy Alex postanawia, że zaprzyjaźni się z Masonem. Tego samego dnia do restauracji przychodzi Dean - pierwsza miłość Alex i jej były chłopak. Chce, aby znów spróbowali być razem. Mason staje się zazdrosny i ciągle ma ich na oku. Gdy przez przypadek Mason zjada zmniejszonego Deana, Justin, Max i Alex wchodzą do wnętrza Masona i odnajdują go. Chłopak odchodzi od Alex, a ona decyduje się znów stanąć do nauki czarów, aby móc być z Masonem. Tymczasem Justin motywuje swoją klasę młodych przestępców, aby mogli uczyć się w WizTech. Gościnnie: Gregg Sulkin jako Mason Greyback, Daniel Samonas jako Dean Moriarty, Frank Pacheco jako Felix, Shoshana Bush jako Tyler. Zaklęcia: Proton, neutron, get gone! Proton, neutron, back to one! |                                |                    |                           |                      |                      |
| 86 | Three Maxes and a Little Lady  | Victor Gonzalez    | Richard Goodman           | 7 stycznia 2011      | 30 kwietnia 2011     |
| Jerry zapisuje Maxa do klubu wyrafinowanych czarodziei. Szef klubu, Fidel namawia Maxa na przeniesienie terminu konkursu czarodziejskiego o rok wstecz, czyli na przyszły tydzień. Justin i Alex postanawiają przesunąć termin z powrotem, gdyż nie będą mieli czasu na przygotowania. Przez przypadek rzucają na brata zaklęcie zamieniające go w małą dziewczynkę. Wkrótce okazuje się, że zaklęcie nie może zostać zdjęte i Max pozostanie dziewczyną na zawsze. Gościnnie: Bailee Madison jako Maxine, Frank Pacheco jako Felix, Shane Harper jako Fidel, Kari Wahlgren jako Helen. |                                |                    |                           |                      |                      |
| 87 | Daddy’s Little Girl            | Robbie Countryman  | Gigi McCreery Perry Rein  | 21 stycznia 2011     | 29 maja 2011         |
| Alex i Justin stają się coraz bardziej zazdrośni o Maxine, która staje się ulubionym dzieckiem Jerry’ego i Theresy. Gdy Maxine zapisuje się na zawody karate, Justin postanawia zmierzyć się z nią i wywołać litość u rodziców. Alex postanawia rzucić na Justina czar, dzięki któremu Justin pokona Maxine w zawodach karate. Tymczasem Harper stara się ukryć obecność Maxine przed Zekiem, wmawiając chłopakowi że Russowie go nienawidzą. Kłamstwo Harper przynosi jednak odwrotny skutek – Zeke chce przebywać w domu Russów jak najczęściej, aby go polubili. Nieobecny: Jake T. Austin jako Max Russo. Gościnnie: Dan Benson jako Zeke, Bailee Madison jako Maxine, Lanny Joon jako trener karate. |                                |                    |                           |                      |                      |
| 88 | Everything’s Rosie for Justin  | Victor Gonzalez    | Justin Varava             | 4 lutego 2011        | 4 czerwca 2011       |
| Uczniowie Justina przygotowują się do egzaminu, po którym będą mogli uczyć się w szkole WizTech. W tym samym czasie nową uczennicą zostaje piękna dziewczyna, imieniem Rosie, w której Justin zakochuje się z wzajemnością. Okazuje się jednak, że Rosie kompletnie nie radzi sobie z czarami. W trosce o pomyślny wynik egzaminu, Justin postawia wyrzucić Rosie z uczelni. Dziewczynie postanawia pomóc Alex. Tymczasem Jerry i Theresa postawiają wykorzystać Maxine do promowania restauracji. Nieobecny: Jake T. Austin jako Max Russo. Gościnnie: Leven Rambin jako Rosie, Frank Pacheco jako Felix, Bailee Madison jako Maxine, Cameron Sanders jako Nelvis, Diane Delano jako trenerka Penny, Chris Coppola jako klient. Magiczne obiekty: anioły. |                                |                    |                           |                      |                      |
| 89 | Dancing with Angels            | Victor Gonzalez    | Richard Goodman           | 11 lutego 2011       | 11 czerwca 2011      |
| Justin jest wściekły na rodzinę, gdyż ciągle próbuje mu przerwać jego randki z Rosie. W końcu Rosie postanawia przebrać Justina za anioła i razem z nim wyrusza do Hollywood, gdzie znajduje się klub taneczny dla aniołów. Alex i Harper postanawiają lecieć za nimi, również przebrane za anioły, po drodze zgarniając dla Maxine gwiazdę Ozzy’ego Osbourne’a. Podczas tańca wychodzi na jaw, że Harper i Alex nie są aniołami. Tymczasem Jerry i Theresa próbują wyciągnąć od Maxine, gdzie są Alex, Harper i Justin. Gdy Maxine nie chce im powiedzieć, postanawiają wysłać ją na konkurs piękności. Nieobecny: Jake T. Austin jako Max Russo. Gościnnie: Leven Rambin jako Rosie, Bailee Madison jako Maxine, Ransford Doherty jako Zerowix, Wesley Piernino jako spiker. Magiczne obiekty: anioły, anioł ciemności. |                                |                    |                           |                      |                      |
| 90-91 | Wizards vs. Angels             | Victor Gonzalez    | Richard Goodman           | 18 lutego 2011       | 18 czerwca 2011      |
| Justin dowiaduje się, że Rosie jest aniołem ciemności i przez cały czas go oszukiwała. Pomimo to mówi jej, że nadal ją kocha i bez względu na to kim jest, chce z nią być. Rosie namawia go do kradzieży moralnego kompasu który wpływa na dobro lub zło na świecie. Chłopak postanawia dołączyć do rodziny aniołów ciemności. Niestety władca aniołów ciemności, Gorog dowiaduje się, że Justin jest czarodziejem i chce się go pozbyć. Alex razem z Tiną (aniołem stróżem) wyrusza do krainy ciemności, aby namówić brata do powrotu na ziemię i do pozostania czarodziejem. Tymczasem Maxine urządza dla Harper pidżama party, której dziewczyna nigdy nie mogła mieć w jej wieku i która była jej marzeniem z dzieciństwa. Nieobecny: Jake T. Austin jako Max Russo. Gościnnie: Bill Chott jako pan Laritate, Bailee Madison jako Maxine, Leven Rambin jako Rosie, John Rubinstein jako Gorog, China Anne McClain jako Tina, Amy Tolsky jako Leortnoce, Milles Wood jako Monty, Natalie Alyn Lind jako Marisa, Frank Maharajh jako klient, Ezra Weisz jako pierwszy owoc, Darrin Butters jako drugi owoc. Magiczne obiekty: anioły, anioły ciemności, Moralny Kompas. Notatka: Jest to specjalny odcinek godzinny/dwuczęściowy. Końcowa scena odcinka jest parodią znanej serii internetowej YouTube nazwanej Annoying Orange. Jest to pierwszy odcinek specjalny, w którym nie występuje Max Russo (Jake T. Austin). Zaklęcia:Czary wyborne, anioły powolne- Spowalnia anioły |                                |                    |                           |                      |                      |
| 92 | Back to Max                    | Guy Distad         | Todd J. Greenwald         | 11 marca 2011        | 6 sierpnia 2011      |
| Profesor Crumbs postanawia odwiedzić rodzeństwo Russo, aby dowiedzieć się jak idzie im nauka czarów. Alex i Justin wpadają w panikę, gdyż nie wiedzą jak wyjaśnić profesorowi nagłe pojawienie się Maxine. Próbują znaleźć sposób jak zamienić dziewczynkę z powrotem w Maxa. Tymczasem w szkole Tribeca zjawia się zwyciężczyni programu America’s Got Talent - Jackie Evancho, aby zaśpiewać na organizowanemu przez Tribeca Prep przedstawieniu „Duch Ameryki”. Gościnnie: Bailee Madison jako Maxine, Jackie Evancho jako ona sama, Ian Abercrombie jako profesor Crumbs, Bill Chott jako pan Laritate, Cameron Sanders jako Nelvis, LJ Benet jako młody Crumbs, McKaley Miller jako Talia. |                                |                    |                           |                      |                      |
| 93 | Zeke Finds Out                 | David DeLuise      | Peter Dirksen             | 8 kwietnia 2011      | 27 sierpnia 2011     |
| Alex jest znudzona nieudanymi magicznymi popisami Zeke’a, więc używa swoich mocy, aby mu pomóc. Sytuacja wymyka się jednak spod kontroli, gdy Zeke zaczyna wierzyć, że naprawdę jest czarodziejem. W tej sytuacji Harper chce, aby Alex powiedziała jej chłopakowi prawdę o świecie czarów. Nieobecni: Maria Canals Barrera jako Theresa Russo, David DeLuise jako Jerry Russo. Gościnnie: Dan Benson jako Zeke Beekerman. |                                |                    |                           |                      |                      |
| 94 | Magic Unmasked                 | David DeLuise      | Justin Varava             | 13 maja 2011         | 17 września 2011     |
| Do Sub Station przychodzi Muy Macho, dawny mistrz wrestlingu i idol Alex. Dziewczyna dowiaduje się, że Muy Macho zakończył karierę i został sprzedawcą butów. Alex postanawia zorganizować walkę wrestlingową, aby spełnić marzenie swego idola o powrocie na ring. Tymczasem Justin daje Zeke’owi możliwość spełnienia jednego życzenia przy użyciu magii. Chłopak chce pokonać Muy Macho na ringu, co powoduje konflikt interesów między Alex a Justinem. Gościnnie: Dan Benson jako Zeke Beekerman, Valente Rodriguez jako Bob „Muy Macho”. |                                |                    |                           |                      |                      |
| 95 | Meet the Werewolves            | Victor Gonzalez    | David Henrie              | 17 czerwca 2011      | 1 października 2011  |
| Zbliża się Święto Wilkołaków. Alex chce poznać rodziców Masona. Mason przedstawia jej fałszywych rodziców. Alex jest obrażona i Mason zabiera ją z Harper na wilkołakowe święto. Chłopak oszukał jednak rodziców i dziewczyny muszą udawać wilkołaki. Alex chcąc upokorzyć Masona zachowuje się strasznie głupio. Okazuje się jednak, że jest dla jego rodziców ideałem wilkołaka. Tymczasem Max zaczarowuje rodziców, którzy najpierw zachowują się jak dzieci, później jak rozpieszczeni nastolatkowie. Gościnnie: Gregg Sulkin jako Mason Greybeck, Robin Riker jako Linda Greybeck, Harry Van Gorkum jako Grant Greybeck, Marianne Muellerleile jako Molly, Eric Zuckerman jako Bill. |                                |                    |                           |                      |                      |
| 96 | Beast Tamer                    | Victor Gonzalez    | Gigi McCreery Perry Rein  | 24 czerwca 2011      | 8 października 2011  |
| Kiedy Mason odrzuca zaproszenie Alex na Puchar Bestii, gdyż pracuje nad prezentem dla niej z okazji rocznicy wspólnego chodzenia, dziewczyna postanawia pójść na widowisko z braćmi. Poznaje tam niepokonanego zaklinacza bestii Chase’a Riprocka. Okazuje się, że chłopak jest w niej zakochany. Nieobecni: Maria Canals Barrera jako Theresa Russo, David DeLuise jako Jerry Russo. Gościnnie: Gregg Sulkin jako Mason Greybeck, Nick Roux jako Chase Riprock. |                                |                    |                           |                      |                      |
| 97 | Wizard of the Year             | Victor Gonzalez    | Richard Goodman           | 8 lipca 2011         | 15 października 2011 |
| Alex zostaje ogłoszona Czarodziejem Roku za pomoc w pokonaniu aniołów ciemności. Gdy Chase przychodzi jej pogratulować, pojawiają się paparazzi, którzy zaczynają spekulować na temat rzekomego związku dziewczyny z zaklinaczem bestii. Powoduje to zazdrość Masona. W tym czasie Russowie mają nagrać filmik z gratulacjami dla Alex. Justin tworzy wideo, w którym mówi, że nagroda należy się jemu. Gdy dowiaduje się, że nagranie zobaczy Rada Czarodziejów, stara się nie dopuścić do jego publikacji. Gościnnie: Gregg Sulkin jako Mason Greybeck, Nick Roux jako Chase Riprock, Andy Kindler jako Rootie Tootietootie, Justin Guarini jako Keith Keith. |                                |                    |                           |                      |                      |
| 98 | Misfortune at the Beach        | Jody Margolin Hahn | Vince Cheung Ben Montanio | 24 lipca 2011        | 22 października 2011 |
| Alex, Justin i Max ignorują ostrzeżenia ojca i podczas pobytu na plaży udają się po poradę do jasnowidza. Rodzeństwo jest w szoku, gdy jasnowidz Zelzar mówi Alex, żeby pożegnała się z życiem. Aby odmienić swój los, dziewczyna musi uwolnić Zelzara z automatu i pozwolić mu spędzić dzień na plaży. W tym czasie jasnowidza zastępuje Max. Gościnnie: Michael Carbonaro jako Zelzar. |                                |                    |                           |                      |                      |
| 99 | Wizards vs. Asteroid           | Victor Gonzalez    | Peter Dirksen             | 19 sierpnia 2011     | 29 października 2011 |
| Kiedy media donoszą o zbliżającej się w kierunku Ziemi asteroidzie, Russowie postanawiają uciec poprzez portal bezpieczeństwa. Jednak gdy przychodzi czas ucieczki, Alex, Justin i Max postanawiają zostać i użyć magii, by polecieć w kosmos i uratować świat od asteroidy. Tymczasem Alex ukrywa przed rodzicami, że najprawdopodobniej nie skończy szkoły średniej. Gościnnie: Dan Benson jako Zeke Beekerman, Zaklęcia: Proton, neutron, wylot |                                |                    |                           |                      |                      |
| 100 | Justin’s Back In               | Guy Distad         | Todd J. Greenwald         | 26 sierpnia 2011     | 3 grudnia 2011       |
| Alex próbuje pomóc Justinowi w przygotowaniu jego uczniów do „Konkursu Wiedzy Czarodziejskiej”, jednak ich umiejętności są dalekie od oczekiwań, gdy zmusza ich do przejścia egzaminu wcześniej. Z tego powodu Justin ma problem z powrotem do Konkursu Czarodziejów. W tym czasie Theresa i Jerry każą Harper stworzyć album dla Maxa z jego zdjęciami z dzieciństwa. |                                |                    |                           |                      |                      |
| 101 | Alex the Puppetmaster          | Victor Gonzalez    | Gigi McCreery Perry Rein  | 16 września 2011     | 10 grudnia 2011      |
| Alex i Harper chcą zarobić na własne mieszkanie, więc organizują przedstawienie z marionetkami. Niestety Alex zapomina napisać scenariusz sztuki, przez co Harper traci do niej zaufanie. Aby uratować przedstawienie, dziewczyna postanawia zamienić Zeke’a i Justina w marionetki. |                                |                    |                           |                      |                      |
| 102 | My Two Harpers                 | Victor Gonzalez    | Manny Basanese            | 30 września 2011     | 7 stycznia 2012      |
| Alex czuje się zepchnięta na drugi plan, od kiedy Harper zaczyna spędzać więcej czasu z Zekiem. Dziewczyna postanawia więc stworzyć kopię Harper, która będzie spędzała czas tylko z nią. |                                |                    |                           |                      |                      |
| 103 | Wizards of Apartment 13B       | Guy Distad         | Justin Varava             | 7 października 2011  | 14 kwietnia 2012     |
| Alex i Harper wprowadzają się do swojego nowego mieszkania i zostają skierowane do magicznego 13 piętra przez operatora windy Dextera, który wie że Alex jest czarodziejką. Dziewczyny urządzają parapetówkę, aby poznać innych czarodziejów mieszkających w budynku. Wkrótce okazuje się, że obok nich mieszka były chłopak Alex - Mason, który zrobi wszystko, aby odzyskać utraconą miłość. Gościnnie: Gregg Sulkin jako Mason Greybeck, Fred Stoller jako Dexter, John Rubinstein jako Gorog. |                                |                    |                           |                      |                      |
| 104 | Ghost Roommate                 | David DeLuise      | Richard Goodman           | 14 października 2011 | 14 kwietnia 2012     |
| Alex i Harper odkrywają, że nie mają pieniędzy, aby zapłacić za wszystkie rachunki, więc postanawiają znaleźć sobie współlokatorkę. Poszukiwania współlokatorki zaprowadzają dziewczyny do Lucy, ducha ze złamanym sercem. Gościnnie: Gregg Sulkin jako Mason Greybeck, Dan Benson jako Zeke Beekerman, Michael Carbonaro jako Robot, Josh Sussman jako Hugh Normous, Linsey Godfrey jako Lucy, Travis Caldwell jako Donny. |                                |                    |                           |                      |                      |
| 105 | Get Along, Little Zombie       | Victor Gonzalez    | Peter Dirksen             | 21 października 2011 | 15 kwietnia 2012     |
| Alex i Harper odwiedza ich były nauczyciel, pan Laritate. Nieoczekiwanie zostaje on ukąszony przez mieszkającego w pobliżu zombie. Ukąszenie zmienia profesora w rozkładającego się potwora. Gościnnie: Gregg Sulkin jako Mason Greybeck, Bill Chott jako pan Laritate. |                                |                    |                           |                      |                      |
| 106 | Wizards vs. Everything         | Victor Gonzalez    | Gigi McCreery Perry Rein  | 28 października 2011 | 15 kwietnia 2012     |
| Gorog i aniołowie ciemności powracają i zamierzają ponownie odzyskać Kompas Moralny. Okazuje się, że Gorog porwał Julię. Gorog mówi, że odda Julię i przywróci jej młodość w zamian za Kompas Moralny. Alex, Justin i Max dowiadują się od profesora Crumbsa, że tylko wspólnymi siłami mogą pokonać złe moce. Gościnnie: Gregg Sulkin jako Mason Greybeck, John Rubinstein jako Gorog, Josh Sussman jako Hugh Normous, Frank Pacheco jako Felix, Ian Abercrombie jako profesor Crumbs, Bridgit Mendler jako Julia Van Heusen. |                                |                    |                           |                      |                      |
| 107 | Rock Around the Clock          | Guy Distad         | Robert Boesel             | 4 listopada 2011     | 16 stycznia 2012     |
| Russowie dowiadują się, że mogą stracić swoją restaurację, gdyż właściciel budynku Leroy Hune chce go sprzedać. Rodzina z pomocą magicznych mocy cofa się w czasie i przekonuje swojego dziadka, aby nie sprzedawał budynku. Gościnnie: Brendan Bradley jako Hank Russo, John DeLuca jako Tommy. |                                |                    |                           |                      |                      |
| 108 | Harperella                     | 18 listopada 2011  | 12 maja 2012              |                      |                      |
| Podczas czytania dzieciom bajki „Kopciuszek”, Harper nieoczekiwanie przenosi się do opowieści i staje się tytułowym Kopciuszkiem. Gościnnie: Dan Benson jako Zeke Beekerman, David Copperfield jako on sam. |                                |                    |                           |                      |                      |
| 109/110 | Family Wizard                  | 6 stycznia 2012    | 26 maja 2012              |                      |                      |
| Odbywa się Konkurs Czarodziejów, który ma zadecydować kto z rodziny Russo otrzyma pełnię czarodziejskiej mocy, a kto będzie musiał ją stracić. Podczas pojedynku rodzeństwa Zeke i Harper zostają porwani. Alex, Max i Justin muszą zaryzykować utratę mocy na zawsze, by ich uratować. Gdy to robią, wszyscy tracą moc. Po tygodniu okazuje się, że to była część testu i są dopuszczeni do dalszego konkursu. Ostatnią próbą jest labirynt. Justin go wygrywa, ale chce przekazać moc Alex ponieważ w labiryncie to ona by wygrała, gdyby nie postanowiła pomóc Justinowi, który zaczepił się o korzeń. Profesor Crumbs postanawia dać im obojgu moc i odejść na emeryturę. Dyrektorem WizTech zostaje Justin.Tymczasem Jerry planuje zamknąć rodzinną restaurację. Alex zostaje czarodziejką rodziny, Justin profesorem magii z pełną mocą, a Max dostaje rodzinny bar, niestety traci swe moce. Gościnnie: Gregg Sulkin jako Mason Greybeck, Bridgit Mendler jako Julia Van Heusen, Ian Abercrombie jako profesor Crumbs, Dan Benson jako Zeke Beekerman. Notatka: Jest to ostatni odcinek serialu. |                                |                    |                           |                      |                      |